# Адольф д'Авріль
Адольф Авріль (д'Авріль) — (17 серпня 1822, Париж — 27 жовтня 1904, с. Копп'єр) — французький публіцист, перекладач і дипломат. Виявляв значний інтерес до слов'янського світу.

## Біографічні дані
Вихованець Сорбонни. Був консулом у Румунії. Народжений від невідомих батьків, Луї Марі Адольф д'Авріль був усиновлений Себастьєною Левеск, вдовою генерал-барона Жана-Жака Авріля та сестрою мера Нанта Луї-Іасента Левеска, який, можливо, був його справжнім батьком.
Після вивчення права Луї Марі Адольф Левек д'Авріль вступив на службу до Міністерства закордонних справ у 1847 році. Він був прикріплений до французької місії на Сході 1 квітня 1854 року, став членом політичної дирекції 2 лютого 1856 року, генеральним консулом у Бухаресті в 1866 році, а 18 березня 1868 року був делегований до Європейської Дунайської комісії. Завершив свою кар'єру як надзвичайний і повноважний посол у Чилі, призначений 23 грудня 1876 року і перебував там до 11 листопада 1882 року. Після повернення він брав участь у створенні Французького альянсу (заснованого 31 липня 1883 року). У 1896 році разом з Пер Феліксом Шарметан, маркізом Шарлем-Жаном-Мельхіором де Вогюе та бароном Бернаром Карра де Во допоміг заснувати «Revue de l'Orient chrétien». Кавалер ордена Почесного легіону 20 грудня 1854 року, 26 жовтня 1864 року отримав звання офіцера.
Плідний письменник, науковець і перекладач, він цікавився переважно християнським Сходом (Балкани і Близький Схід), а також епічною і популярною літературою Середньовіччя. Опублікував подорожні нотатки під псевдонімом Кирило.
Одружений з Марією Одобеску, дочкою генерала Іоана Одобеску та сестрою Александру Одобеску, він був батьком дипломата Луї Левеска д'Авріля (шурина Еме Жозефа де Флерьо).

## Творчість
Писав про побут і культуру слов'ян. Автор книжок:
- «Битва під Косово (сербська рапсодія на основі народних пісень і перекладів французькою мовою)» (1868).
- «З фольклору. Пісні з-над Німану» (1883).
- «Святий Кирило і святий Мефодій» (1885) та ін.

## Авріль і Шевченко
Присвятив Тарасові Шевченку, як видатному поетові слов'янства, окремі розділи в своїх книжках французькою мовою «Сентиментальна мандрівка по слов'янських країнах» (Париж, 1876) і «Дочка Слави. Вибране із слов'янської поезії» (Париж, 1896). У них опубліковано і його переклад уривків із поеми «Гамалія». Високо оцінюючи лірику і ранні історичні поеми Тараса Шевченка, Авріль негативно ставився до поем «Сон» і «Кавказ».